# Фридман, Адена
Адена Фридман (род. 1969, Балтимор) — американская бизнесвумен. С января 2017 года является президентом и генеральным директором Nasdaq, став первой женщиной, возглавившей глобальную биржу.
Журнал Forbes неоднократно включал Фридман в список самых влиятельных женщин в мире Power Women.

## Ранние годы
Урождённая Адена Робинсон Теста, дочь Майкла Д. Теста, управляющего директора T. Rowe Price, и Адены В. Теста, адвоката в балтиморской юридической фирме Stewart, Plant & Blumenthal.
Училась в Roland Park Country School. Степень бакалавра политических наук получила в колледже Уильямс, степень магистра делового администрирования — в Высшей школе менеджмента Оуэна при Университете Вандербильта.

## Карьера
После окончания Университета Вандербильта с 1993 года работала в Nasdaq. Занимала должности руководителя отдела информационных продуктов и финансового директора.
В 2011 году покинула компанию, чтобы перейти на работу в частную инвестиционную фирму Carlyle Group в качестве главного финансового и управляющего директора, занимала должность до 2014 года.
В мае 2014 года вернулась в Nasdaq в качестве президента по глобальным корпоративным и информационным решениям. Затем заняла пост президента и главного операционного директора. В январе 2017 года стала генеральным директором, сменив Роберта Грайфельда.
Согласно списку Forbes Power Women, Фридман рассматривает Nasdaq как «двигатель капитализма» и выступает за «возвращение компаний на публичный рынок и обеспечение доступности инвестиций». Как генеральный директор, «сосредоточена на диверсификации Nasdaq в технологическую компанию с акцентом на таких возможностях роста, как услуги по исследованию данных».
В апреле 2019 года Фридман выступила на конференции TED с докладом «Каково будущее капитализма?» (англ. What’s the future of capitalism?). Она также участвовала в выпуске журнала «Мир в 2020 году», подготовленного The Economist, с колонкой под названием «Идеи для модернизации капитализма» (англ. Ideas for modernizing capitalism), в которой предсказывала, что «борьба за душу мировой экономики будет накаляться».

## В советах директоров
С декабря 2018 года Фридман является директором класса B Федерального резервного банка Нью-Йорка. Она — единственный генеральный директор биржи, который когда-либо работал в совете директоров этого банка.
Также Адена Фридман член совета директоров FCLTGlobal, некоммерческой организации, которая занимается изучением инструментов, призванных стимулировать долгосрочные инвестиции.

## Личная жизнь
В 1993 году Адена Робинсон Теста вышла замуж за Майкла Кэмерона Фридмана. Пресвитерианская церемония состоялась в Ганновере (Нью-Гемпшир). В браке родилось двое сыновей. Фридман обладает чёрным поясом по тхэквондо.